# آرتور تسیمرمان
آرتور تسیمرمان (آلمانی: Arthur Zimmermann؛ زاده ۵ اکتبر ۱۸۶۴ درگذشته ۶ ژوئن ۱۹۴۰) یک سیاست‌مدار آلمانی بود.